# Route nationale 13 (Italie)
Pour les articles homonymes, voir Route nationale 13.
La route nationale 13 (en italien Strada statale 13 Pontebbana ou SS13) est une route nationale italienne. Elle part de Mestre, dans la commune de Venise, et se termine à Coccau, dans la commune de Tarvisio, dans la province d'Udine, au niveau de la frontière avec l'Autriche. Jusqu'à la construction de l'autoroute A23 entre le Frioul et la Carinthie, la SS13 est la principale artère de liaison de l'Italie avec l'Autriche et les pays d'Europe centrale.